# Bulbophyllum penduliscapum
Bulbophyllum penduliscapum là một loài phong lan thuộc chi Bulbophyllum.